# Seimei
Seimei（セイメイ）は、日本の音楽プロデューサー、DJ。ダンスミュージックレーベルTREKKIE TRAXの共同設立者・所属アーティストであり、Carpainterは実弟にあたる。テクノ、ベースミュージックなどを軸にジャンルを越境する作風を特徴とし、国内外でのDJ活動や音楽制作を行っている。

## 略歴
幼少期をオランダ・アムステルダムで過ごし、現地のクラブミュージック文化に触れる。10代の頃より音楽活動を開始し、2012年にTREKKIE TRAXの設立メンバーとしてレーベル活動をスタート。以降はソロ名義やレーベルクルー「TREKKIE TRAX CREW」として多数の楽曲を発表し、イベントやフェスへの出演も行っている。
2021年、カナダのWET TRAXより初のソロアルバム『A Diary From The Crossing』をリリース。2022年にはミニアルバム『The Truth Of The Myth』をTREKKIE TRAXから発表。2024年にはニューヨークのSorry Recordsより『Tokyo Funky Breaks EP』をリリースし、DJ MagやMixmagによりプレミア公開された。同年にはシングル『Do This Shit』も発表。
TREKKIE TRAX CREWやソロDJとして、FUJI ROCK FESTIVALやULTRA JAPANをはじめとした大型フェス、ならびに東京を中心に国内外のクラブに出演している。

## ディスコグラフィ

### アルバム
- A Diary From The Crossing（2021年、WET TRAX）

### EP / ミニアルバム
- The Truth Of The Myth（2022年、TREKKIE TRAX）
- Tokyo Funky Breaks EP（2024年、Sorry Records）

### シングル
- Do This Shit（2024年、TREKKIE TRAX）